# Hoa Thám, Lạng Sơn
Hoa Thám là một xã thuộc tỉnh Lạng Sơn, Việt Nam.
Xã Hoa Thám có diện tích 113,58 km², dân số năm 1999 là 3.519 người, mật độ dân số đạt 31 người/km².
Theo thống kê năm 2019, xã Hoa Thám có diện tích 113,58 km², dân số là 3.446 người, mật độ dân số đạt 30  người/km².